# Moussa Niakhaté
Moussa Niakhaté (Roubaix, Francia, 8 de marzo de 1996) es un futbolista senegalés que juega de defensa en el Olympique de Lyon de la Ligue 1.

## Trayectoria
Tras haber jugado en las categorías inferiores de varios equipos franceses, en 2013 llegó al Valenciennes F. C., club con el que firmó su primer contrato profesional el 1 de julio de 2015, aunque ya había jugado algunos encuentros con el primer equipo la temporada anterior. En 2017 le llegó la oportunidad de jugar en la máxima categoría después de haber fichado por el F. C. Metz para las siguientes cuatro temporadas. Allí solo estuvo un año, ya que el 7 de julio de 2018 se hizo oficial su traspaso al 1. FSV Maguncia 05.
En cuatro años en Alemania disputó 128 partidos en la 1. Bundesliga antes de marcharse a Inglaterra en julio de 2022 tras ser traspasado al Nottingham Forest F. C. Firmó un contrato por tres temporadas con opción a una más. En las dos primeras jugó 37 partidos y en julio de 2024 regresó a Francia después de fichar por el Olympique de Lyon a cambio de 31,9 millones de euros.

## Selección nacional
A pesar de haber sido internacional con Francia en categorías inferiores, en marzo de 2020 no descartó la posibilidad de jugar con Senegal, país de nacimiento de sus padres. Finalmente, en junio de 2022 se decantó por representar a la nación africana y fue convocado por primera vez en septiembre para dos amistosos en los que no pudo participar por lesión. Tuvo que esperar al siguiente mes de marzo para hacer su debut en un encuentro ante Mozambique.
A finales de 2023 fue seleccionado para participar en la Copa Africana de Naciones 2023. En los octavos de final se enfrentaron a la anfitriona Costa de Marfil, la eliminatoria se decidió desde el punto de penalti y falló su lanzamiento que acabó suponiendo la eliminación de Senegal.

### Participaciones en Copa Africana de Naciones
| Copa                           | Sede            | Resultado        | Partidos | Goles |
| ------------------------------ | --------------- | ---------------- | -------- | ----- |
| Copa Africana de Naciones 2023 | Costa de Marfil | Octavos de final | 2        | 0     |

### Participaciones en Eurocopas
| Copa                | Sede                | Resultado   | Partidos | Goles |
| ------------------- | ------------------- | ----------- | -------- | ----- |
| Europeo sub-21 2019 | Italia · San Marino | Semifinales | 0        | 0     |

## Estadísticas

### Clubes
Actualizado al último partido disputado el 17 de mayo de 2025.
| Club                               | Div.          | Temporada     | Liga  | Liga  | Copas nacionales | Copas nacionales | Copas internacionales | Copas internacionales | Total | Total |
| Club                               | Div.          | Temporada     | Part. | Goles | Part.            | Goles            | Part.                 | Goles                 | Part. | Goles |
| ---------------------------------- | ------------- | ------------- | ----- | ----- | ---------------- | ---------------- | --------------------- | --------------------- | ----- | ----- |
| Valenciennes F. C. "II" Francia    | 5.ª           | 2013-14       | 13    | 0     | —                | —                | ―                     | ―                     | 13    | 0     |
| Valenciennes F. C. "II" Francia    | 5.ª           | 2014-15       | 16    | 0     | —                | —                | ―                     | ―                     | 16    | 0     |
| Valenciennes F. C. Francia         | 2.ª           | 2014-15       | 9     | 0     | 1                | 0                | ―                     | ―                     | 10    | 0     |
| Valenciennes F. C. Francia         | 2.ª           | 2015-16       | 28    | 0     | 2                | 0                | ―                     | ―                     | 30    | 0     |
| Valenciennes F. C. "II" Francia    | 5.ª           | 2015-16       | 4     | 0     | —                | —                | ―                     | ―                     | 4     | 0     |
| Valenciennes F. C. "II" Francia    | Total club    | Total club    | 33    | 0     | 0                | 0                | 0                     | 0                     | 33    | 0     |
| Valenciennes F. C. Francia         | 2.ª           | 2016-17       | 35    | 1     | 3                | 0                | ―                     | ―                     | 38    | 1     |
| Valenciennes F. C. Francia         | Total club    | Total club    | 72    | 1     | 6                | 0                | 0                     | 0                     | 78    | 1     |
| F. C. Metz Francia                 | 1.ª           | 2017-18       | 35    | 0     | 3                | 0                | ―                     | ―                     | 38    | 0     |
| F. C. Metz Francia                 | Total club    | Total club    | 35    | 0     | 3                | 0                | 0                     | 0                     | 38    | 0     |
| 1. FSV Maguncia 05 · Alemania      | 1.ª           | 2018-19       | 33    | 1     | 1                | 0                | ―                     | ―                     | 34    | 1     |
| 1. FSV Maguncia 05 · Alemania      | 1.ª           | 2019-20       | 33    | 1     | 1                | 0                | ―                     | ―                     | 34    | 1     |
| 1. FSV Maguncia 05 · Alemania      | 1.ª           | 2020-21       | 32    | 3     | 2                | 0                | ―                     | ―                     | 34    | 3     |
| 1. FSV Maguncia 05 · Alemania      | 1.ª           | 2021-22       | 30    | 4     | 3                | 0                | ―                     | ―                     | 33    | 4     |
| 1. FSV Maguncia 05 · Alemania      | Total club    | Total club    | 128   | 9     | 7                | 0                | 0                     | 0                     | 135   | 9     |
| Nottingham Forest F. C. Inglaterra | 1.ª           | 2022-23       | 14    | 0     | 0                | 0                | —                     | —                     | 14    | 0     |
| Nottingham Forest F. C. Inglaterra | 1.ª           | 2023-24       | 21    | 1     | 2                | 0                | —                     | —                     | 23    | 1     |
| Nottingham Forest F. C. Inglaterra | Total club    | Total club    | 35    | 1     | 2                | 0                | 0                     | 0                     | 37    | 1     |
| Olympique de Lyon Francia          | 1.ª           | 2024-25       | 31    | 0     | 2                | 0                | 9                     | 0                     | 42    | 0     |
| Olympique de Lyon Francia          | Total club    | Total club    | 31    | 0     | 2                | 0                | 9                     | 0                     | 42    | 0     |
| Total carrera                      | Total carrera | Total carrera | 334   | 11    | 20               | 0                | 9                     | 0                     | 363   | 11    |
| 1. 2.                              |               |               |       |       |                  |                  |                       |                       |       |       |